# Monastero di Rila
Il monastero di Rila (in bulgaro: Рилски Манастир, Rilski Manastir) è un monastero a circa 120 km da Sofia in Bulgaria.

## Storia
Fu fondato dall'eremita san Giovanni di Rila (876 - 946) nel X secolo, durante il regno dello Zar Pietro I di Bulgaria (927 - 968). San Giovanni di Rila, le cui reliquie sono esposte nella chiesa del santuario, in verità dimorava in una grotta poco distante. Si sa che il monastero fu costruito dai discepoli di Giovanni di Rila, che si erano recati da lui per studiare. Il monastero era molto rispettato ed ebbe innumerevoli privilegi fin dalla sua costruzione. Tutti i re bulgari, a partire da Ivan Asen II (1218-1241) portarono spesso grandi doni. Il santuario raggiunse il suo culmine nel periodo che va dal XII al XIV secolo.
Nel XIV secolo la Bulgaria vide l'arrivo degli invasori ottomani; nel 1378, durante il regno di Ivan Šišman, il Paese cadde sotto il giogo ottomano ed il monastero venne distrutto. La sua rinascita iniziò a partire dalla fine del XV secolo. Durante il Risorgimento nazionale, nei secoli XVIII e XIX, il monastero fu ricostruito grazie alle offerte, provenienti da ogni parte del paese, donate dai bulgari più facoltosi.
Come tanti altri monasteri, anche durante il giogo ottomano il monastero di Rila fu centro di vita spirituale e culturale per il popolo bulgaro. I monaci dell'epoca crearono nuove opere e trascrissero libri di autori storici, principalmente dalla scuola di Tărnovo e del monte Athos. Queste opere sono tuttora conservate nella biblioteca. Nel 1976 il monastero di Rila viene dichiarato monumento storico nazionale, e nel 1983 fu iscritto nell'elenco dell'UNESCO dei patrimoni dell'umanità. Boris III di Bulgaria è sepolto qui. La sua morte fu il più grande mistero della seconda guerra mondiale.

## Descrizione
Situato sul monte Rila a 1.147 metri sopra il livello del mare è circondato dai piccoli fiumi Rila e Drušljavica ed è a sole 4 ore a piedi dalla vetta Maliovica. La più alta vetta dei Balcani, Musala (2925 m) si trova a circa 8 ore a piedi dal monastero.
Con le sue alte mura di cinta e le molteplici feritoie, il santuario, almeno esteriormente, assomiglia più ad una fortezza che ad un monastero.
Il complesso è composto da un edificio di quattro piani con 300 celle in tutto, un grande cortile, una chiesa e la torre del despota Hrelio. L'opera d'arte più preziosa, contenuta nella chiesa del monastero, è l'iconostasi, intagliata in legno. Le pareti furono affrescate da Zaharij Zograf ed altri pittori. Nella chiesa vi sono molte icone, di epoca risalente tra il XIV e il XIX secolo.

## Galleria d'immagini

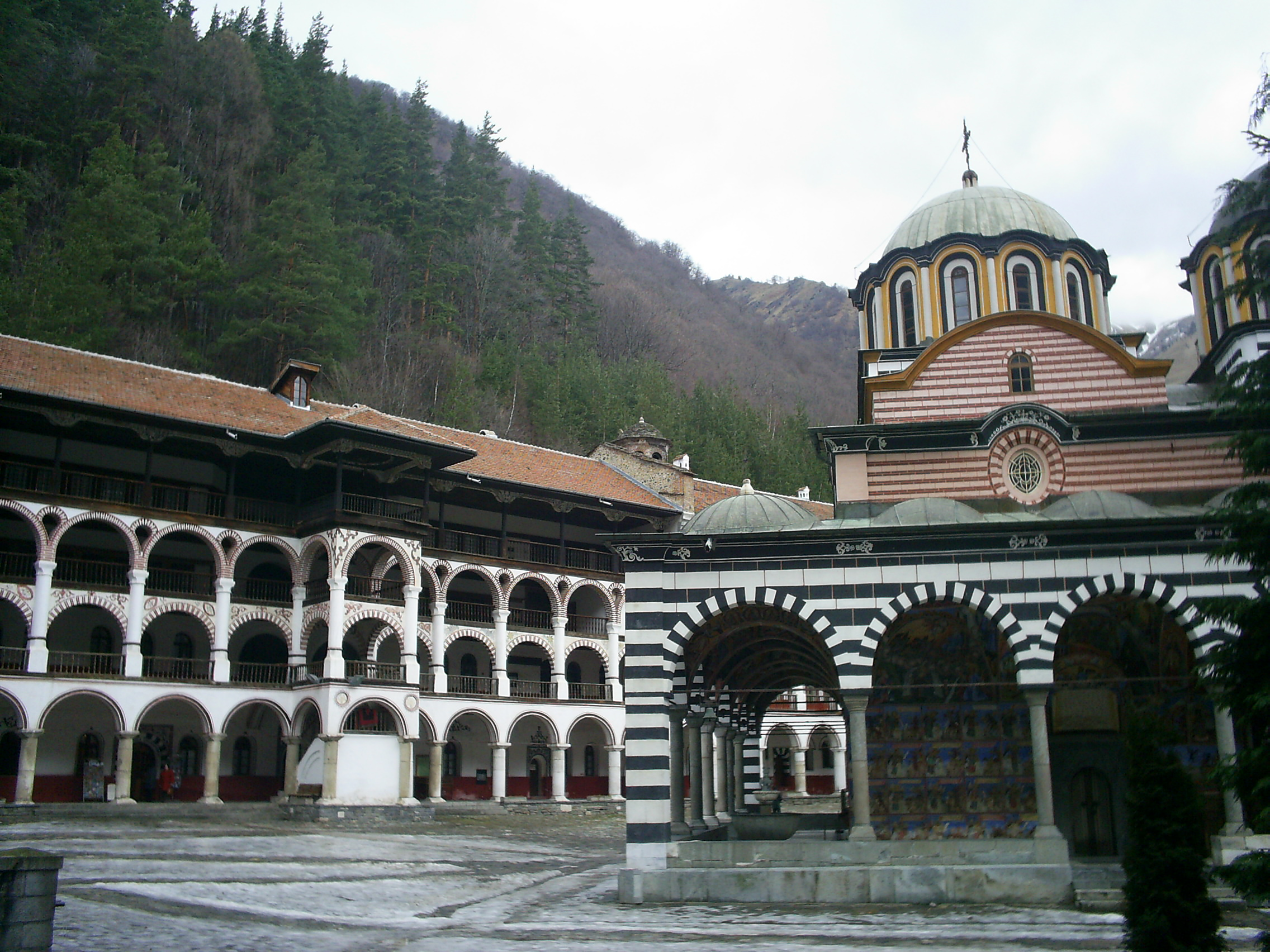
Il monastero.
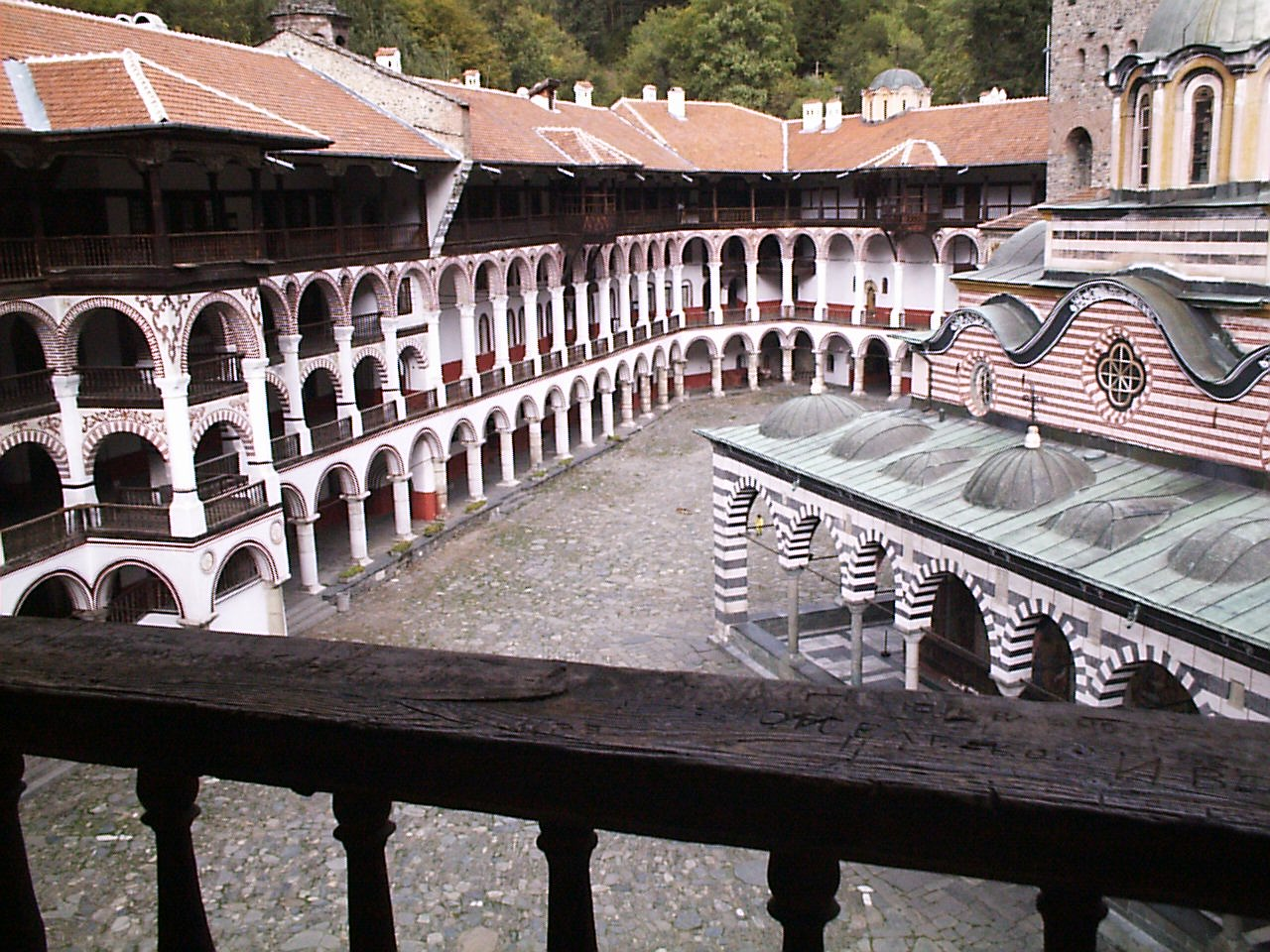
Il cortile del Monastero.
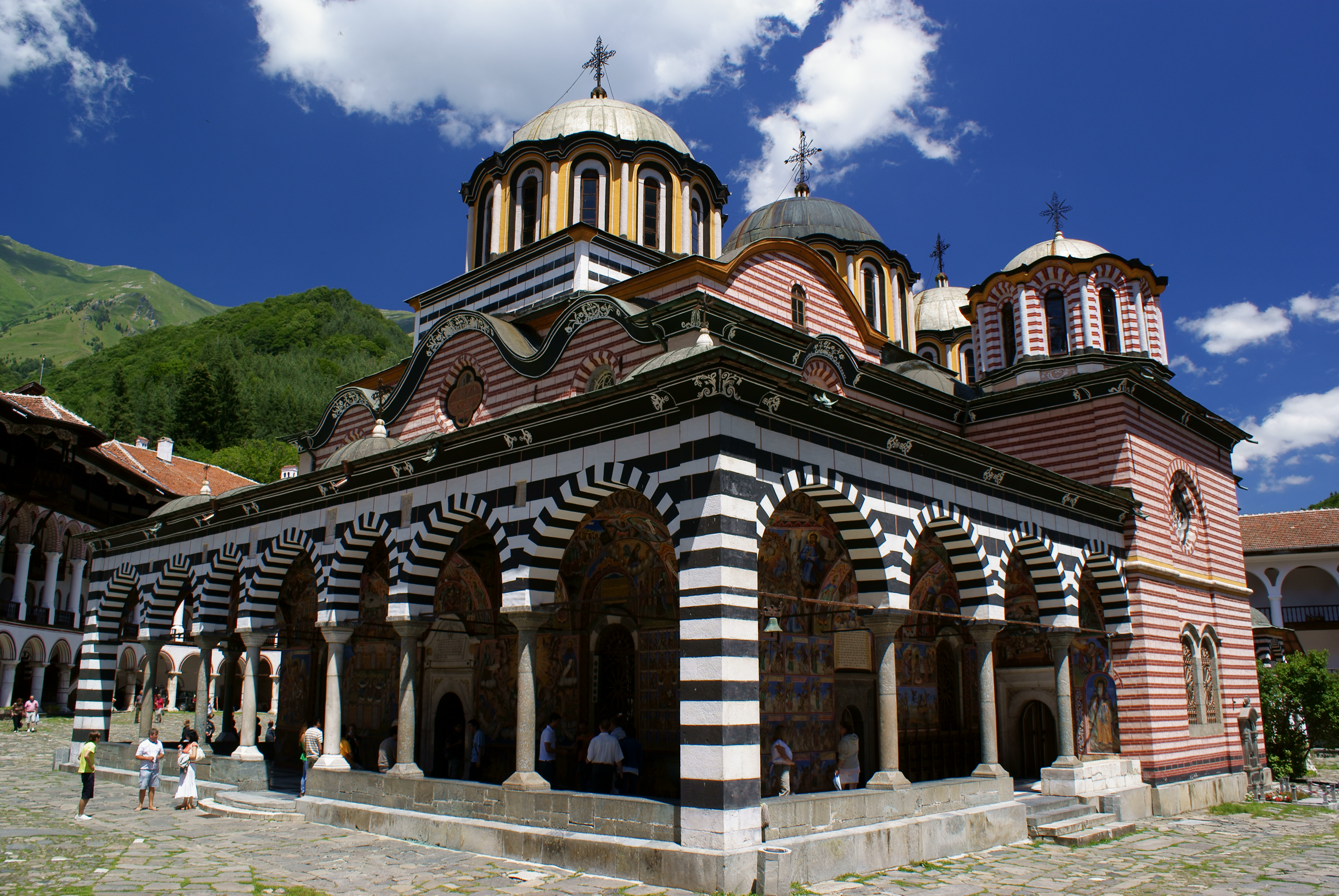
La chiesa.
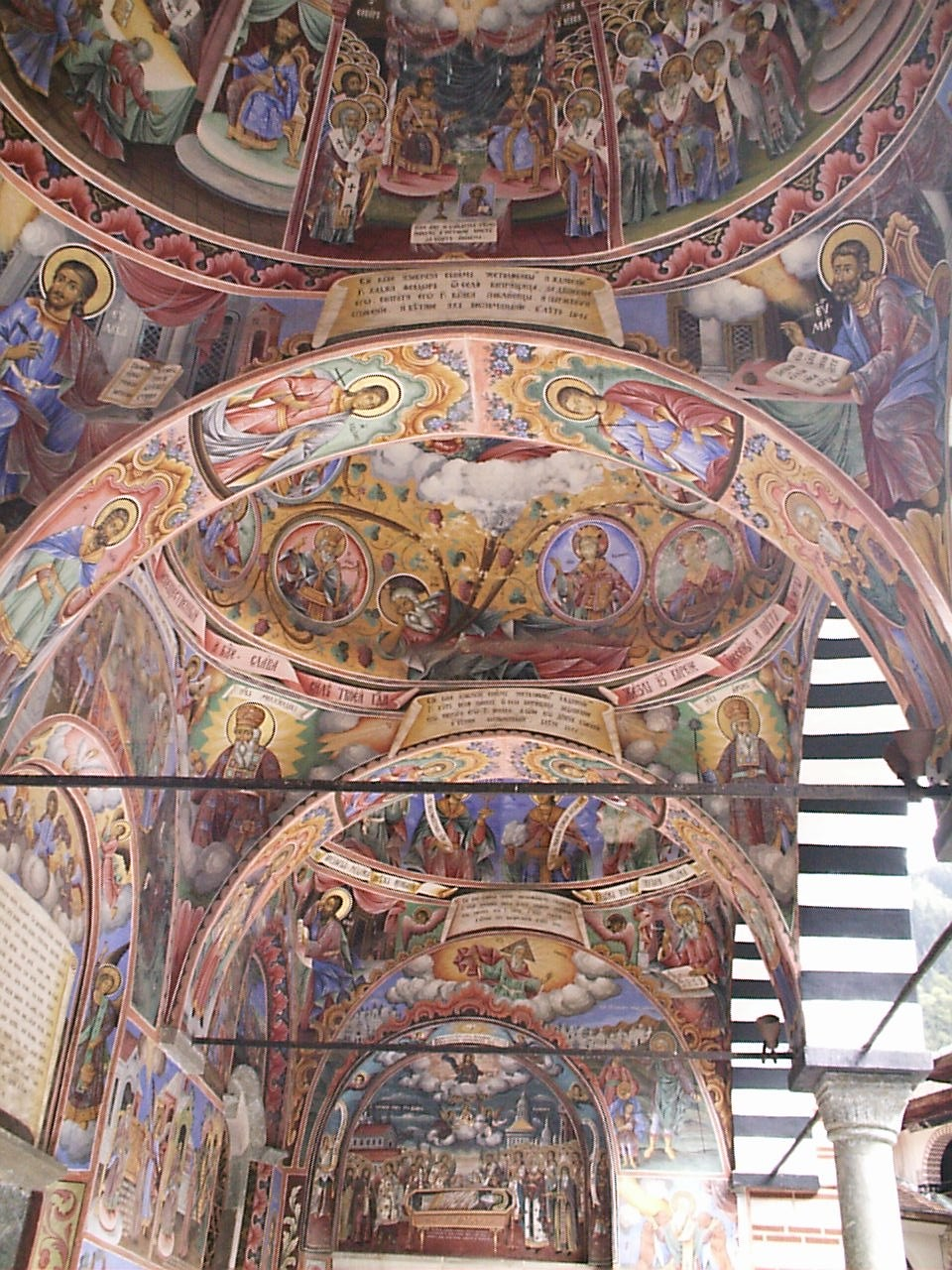
Il soffitto del porticato d'ingresso della chiesa.
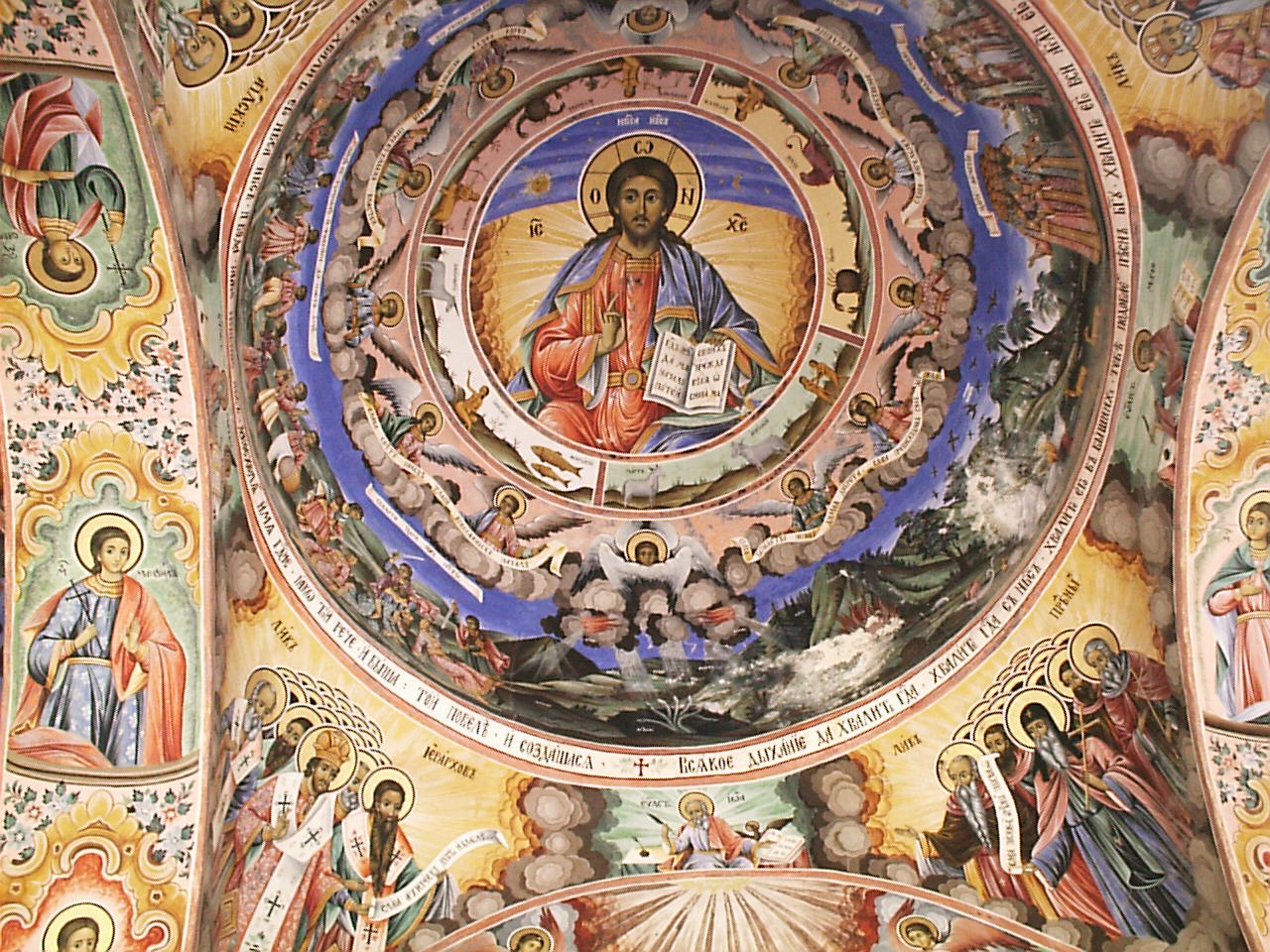
Sopra l'ingresso della chiesa.
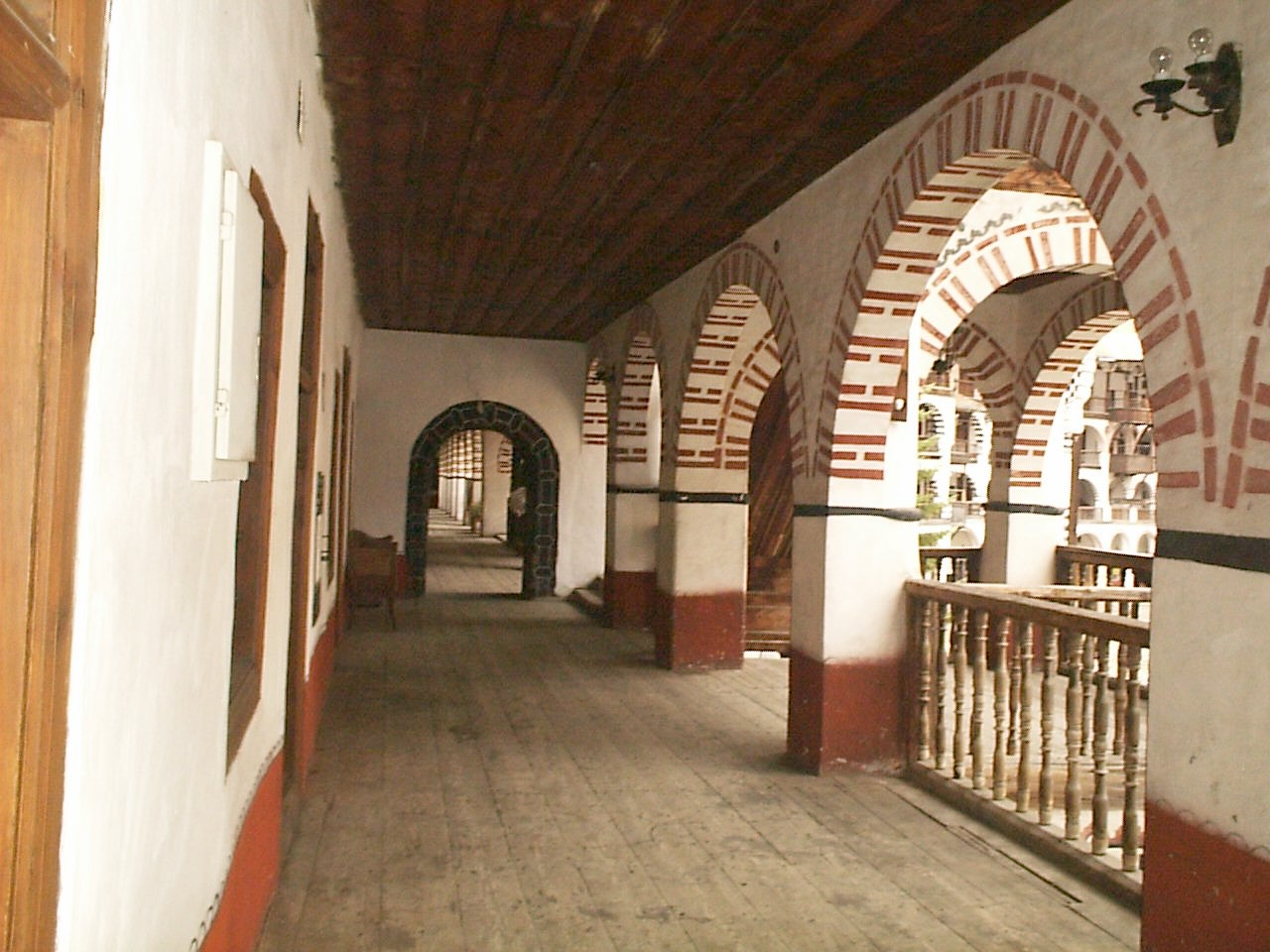
Una delle gallerie.
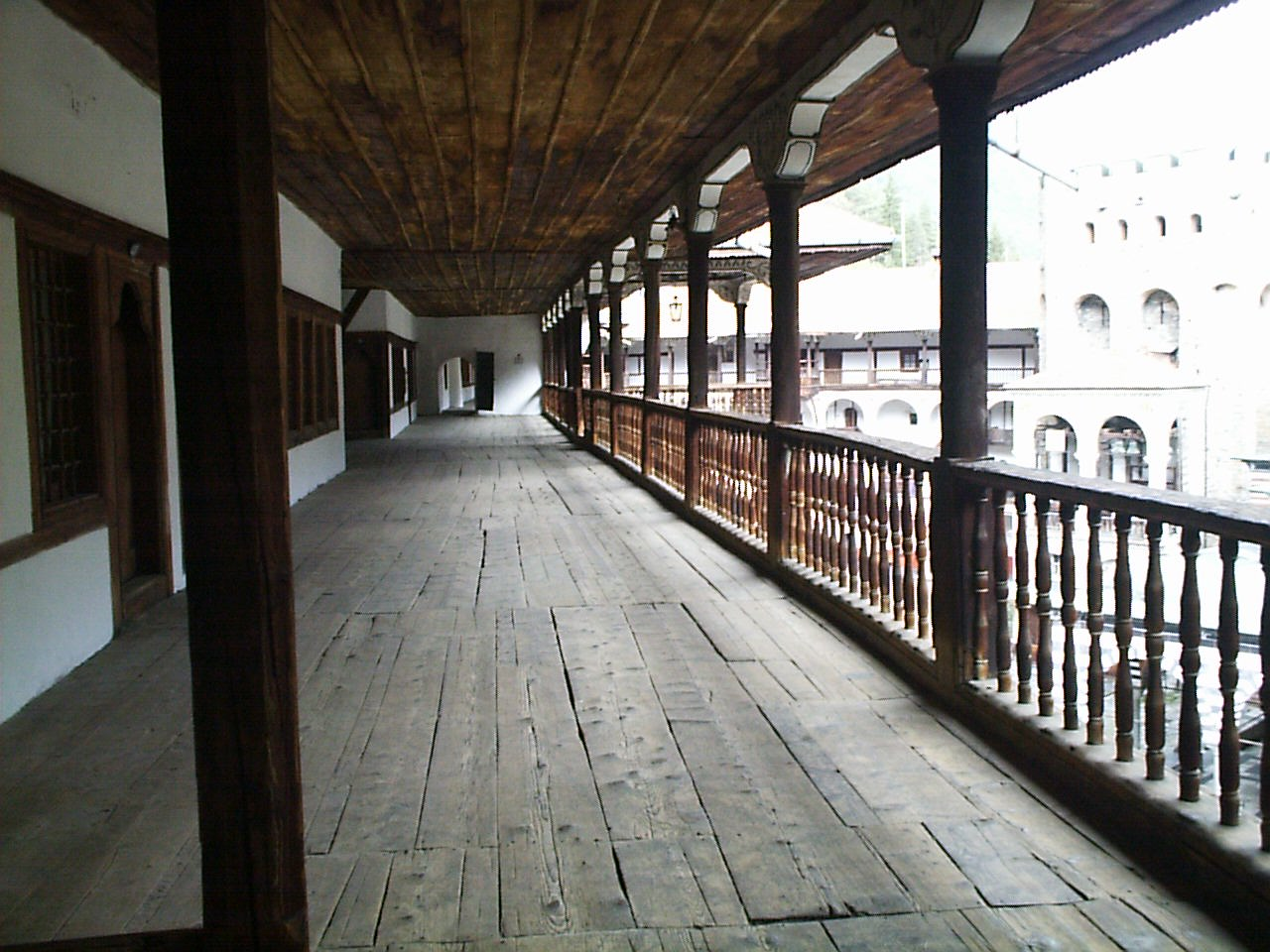
La galleria superiore.